# لورنا والصمت
لورنا والصمت (بالإنجليزية: Le Silence de Lorna)‏ هو فيلم دراما
أُصدر في 2008، و9 أكتوبر 2008، في ألمانيا. وقد أخرجه جان بيار داردين ‏، وكَتَب السيناريو جان بيار داردين ‏.

## القصة
تقع أحداث الفيلم في لييج.

## طاقم التمثيل
- أرتا دوبروشي  [لغات أخرى]‏
- انطون ياكوفليف  [لغات أخرى]‏
- اوليفييه جورميه
- ألبان أوكاج
- جيريمي رينييه
- فابريزيو رونجيون
- سيرج لاريفيير  [لغات أخرى]‏

## الإنتاج

### التصوير
صوّر الفيلم في لييج، وLiège-Guillemins railway station ‏

## الاستقبال

### الجوائز والترشيحات
الجوائز
- جائزة لوكس (2007).[9]

الترشيحات

## وصلات خارجية
- لورنا والصمت على موقع IMDb (الإنجليزية)
- لورنا والصمت على موقع ميتاكريتيك (الإنجليزية)
- لورنا والصمت على موقع الموسوعة البريطانية (الإنجليزية)
- لورنا والصمت على موقع روتن توميتوز (الإنجليزية)
- لورنا والصمت على موقع نتفليكس (الإنجليزية)
- لورنا والصمت على موقع قاعدة بيانات الأفلام العربية
- لورنا والصمت على موقع ألو سيني (الفرنسية)
- لورنا والصمت على موقع Turner Classic Movies (الإنجليزية)
- لورنا والصمت على موقع أول موفي (الإنجليزية)
- لورنا والصمت على موقع بوكس أوفيس موجو (الإنجليزية)